# 金瓜石鉱山
金瓜石鉱山（きんかせき こうざん）は、台湾北部の新北市瑞芳区（旧台北州基隆郡）にあった金鉱山。かつては、東北アジア第1の金山と呼ばれ、非常に栄えた。現在は廃鉱となっているものの、観光地化されている。本項では鉱脈発見に伴い生まれ、鉱山と共に発展した、金瓜石の街についても併せて記載している。

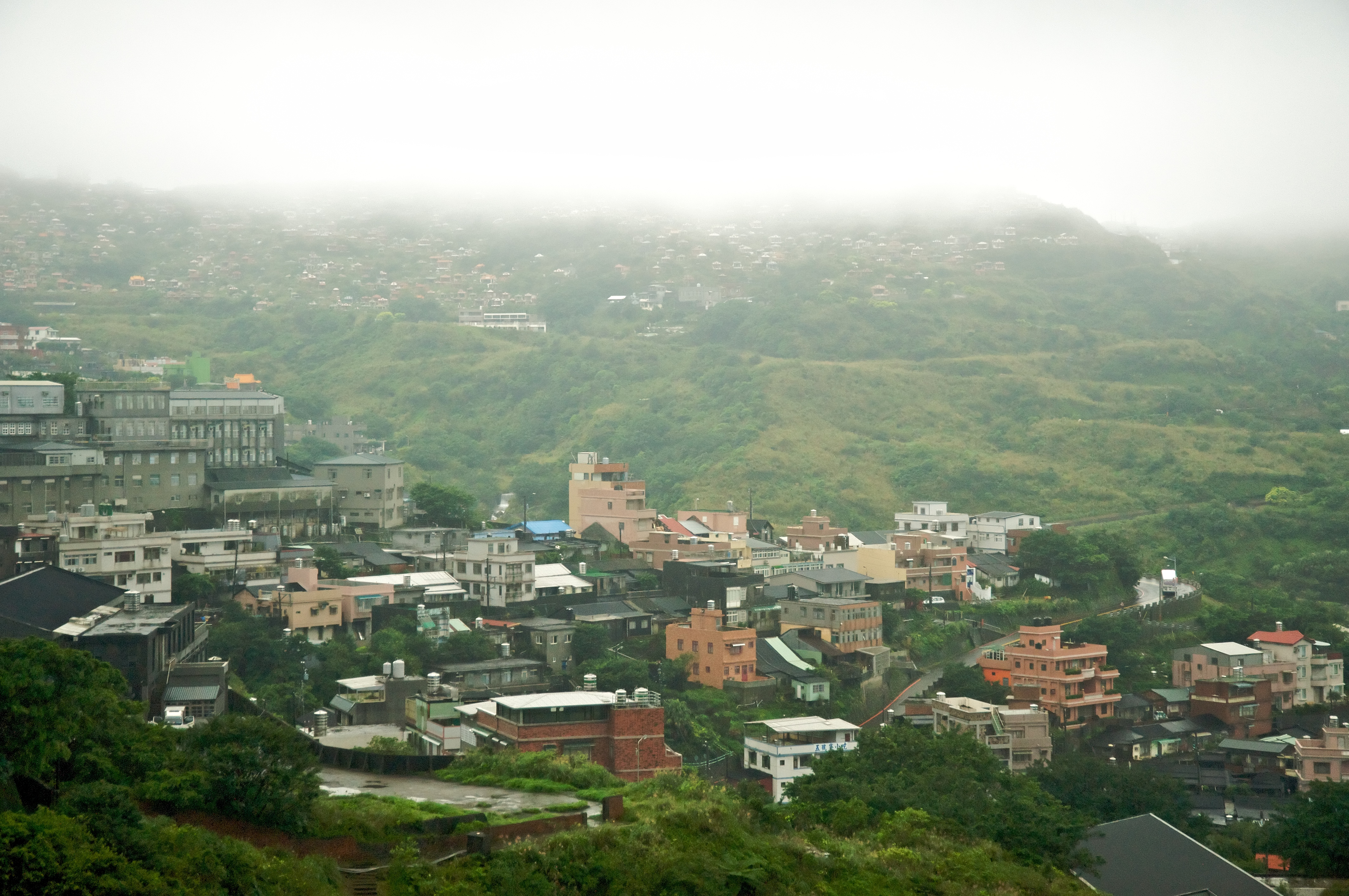
金瓜石の街

## 歴史

### 清朝統治時代
記録によれば当時の金瓜石の山の標高は海抜約660mで、現在よりも80m程高かったという。直径100m近い巨大な円筒型の岩山がそびえ立っていたことになる。その巨岩が瓜のような形をしており、また金を多く含んでいたので「金の瓜の石」即ち金瓜石と呼ばれ、それがそのまま地名となったと伝わる。台湾の言葉で南瓜（かぼちゃ）のことを金瓜を呼ぶが、金瓜石の山がかぼちゃの様な形をしているので金瓜石と呼ぶのだ、というのは誤りである。
1890年（明治23年）、基隆河に架ける鉄道橋工事の最中、作業員によって渓流から砂金が発見された。以後猴硐溯から小粗坑溪、大粗坑溪に沿って上流への鉱脈探索が進められ、1893年には九份（きゅうふん）にて金鉱を発見、一躍ゴールドラッシュの様相を呈した。翌1894年には金瓜石でも金鉱が発見されたが、当時日清戦争などで清国政府は鉱山の管理どころでなく、ほぼ放任状態だったという。

### 日本統治時代
1895年（明治28年）、台湾の統治者となった日本政府はただちに金鉱採掘禁止令をしき、翌1896年（明治29年）には新しく鉱業管理規則を発布した。日本で初めて洋式高炉での継続的な銑鉄生産を成し遂げ、岩手県釜石の「釜石鉱山田中製鉄所」を経営していた田中長兵衛の長男・安太郎は台湾割譲後すぐに現地へ飛び、当時匪賊や疫病が蔓延っているとされた中で状況を調査。1896年（明治29年）父・長兵衛名義で政府より金瓜石採掘の許可を得た。当地は基隆山山頂を境として一帯が東西に分けられ、東の金瓜石は田中長兵衛の田中組に、西の瑞芳は藤田伝三郎の藤田組にそれぞれ採掘権が与えられている。
田中長兵衛は金瓜石鉱山の所長として小松仁三郎を任命。内地から多数の日本人技術者を招聘して鋭意鉱山の運営に力を注ぎ、金瓜石鉱山は数年たらずの間に著しい発展をとげた。記録によれば、1898年（明治31年）頃の金瓜石鉱山の採掘夫は全て日本人で計130人に達し、運搬、雑役などを務めた台湾人坑夫の総数120人よりも多かったという。1902年（明治35年）頃には金瓜石鉱山の年産金量はすでに2万両（約750kg）を越すまでになっている。

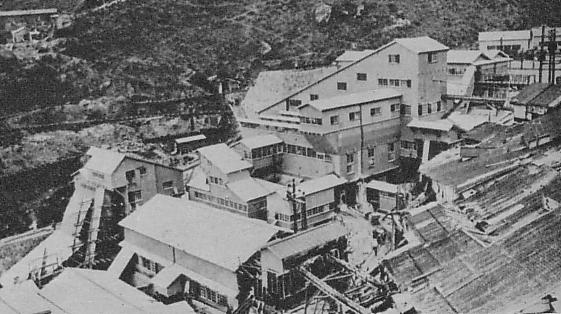
日本統治時代の金瓜石

1904年（明治37年）6月に獅子岩の麓で豊富な硫砒銅鉱が発見され、金瓜石は金ばかりでなく銅鉱としても大規模な鉱床であることが明らかになった。この新しい鉱床は初代を継いで鉱主となった安太郎改め二代目・田中長兵衛と所長・小松仁三郎の名前を1字ずつ取って「長仁鉱床」と命名された。長兵衛は水南洞に乾式製錬所を建設して粗銅を製錬させ、1913年（大正2年）には基隆炭鉱の所有者でもある木村久太郎から台湾三金山の1つと言われた牡丹坑鉱山を26万円で買収。これを金瓜石鉱山と合併し大いに業績を上げている。1914年（大正3年）当時の従業員数は日本人599人、台湾人169人で、別に下請坑夫が2,000人近くいたという。
1917年（大正6年）には田中長兵衛の個人商店だった組織が株式会社化。金瓜石鉱山は釜石鉱山と並ぶ「田中鉱山株式会社」の二本柱、金瓜石鉱山鉱業所となった。
その後、第一次世界大戦後の不況で1918年（大正7年）頃から田中鉱山は経営不振に陥る。同年小松が所長の座を退いて部下であった石神球一郎が後任を務めた。その後、1922年（大正11年）に二代目長兵衛は釜石鉱山鉱業所で運輸課長を務めていた田中清を金瓜石鉱山鉱業所の所長に抜擢。また、新興実業家の後宮信太郎（うしろく しんたろう）と手を組み、台湾の鉱山経営は田中と後宮に一任した。田中清は水南洞の銅製錬所を1923年（大正12年）に閉鎖して九州大分の佐賀関製錬所に売却。当時の金瓜石の生産量は年平均で金11,000両（420kg）、銅700t程度であり、鉱石は基隆山の峠を越えて船積みされ、内地大分まで運ばれて佐賀関で精錬された。
1922年（大正11年）には翌年台湾に行啓する皇太子を迎えるため、二代目・田中長兵衛により檜造りの日本家屋、太子賓館が建てられる。情勢変化のためか皇太子が金瓜石に訪れることは無かったが、後に他の皇族が宿泊したと言われる。
1925年（大正14年）秋、二代目長兵衛の後を継いだ田中長一郎より後宮信太郎が株式を譲り受け「金瓜石鉱山株式会社」を設立。金の生産は降り坂になっていたが、後宮は機械化採掘法を導入、また新しい鉱床の開発にも力を入れたため生産量はV字回復し、1930年（昭和5年）の金の生産量は3,38万円（約1.2t）を記録し、銅、銀その他を含む営業額は400万円を上回った。
1933年（昭和8年）、かねてから海外の鉱山の経営に手をのばしていた久原房之助の日本鉱業（久原鉱業）は、現金株式併せて当時の金額でおよそ2千万円を支払い、後宮信太郎から金瓜石鉱山を買収。その頃働いていた日本人を全て朝鮮など他の鉱山に移転させ、替わりに日本鉱業の持ち山から400名余りの技術者を選抜し投入した。久原は資本金1千万円で台湾鉱業株式会社を設立、増資に次ぐ増資で1935年（昭和10年）には1年に粗鉱量100万tを処理する名実ともに東洋一を誇る大鉱山を誕生させた。
金瓜石は最盛期の1930年代半ばには住民15,000人を数えるまでなり、1936年の採掘量は金5t、銀15t、銅11,000t。1938年（昭和13年）頃の産金量は7万両を突破し、1939年の従業員数は9,448人（日本人747人、台湾人6298人、大陸の温州、福州などから来た出稼ぎ労働者2443人）に膨れ上がった。日本鉱業による採掘は海面下200mにまで達し、これは山の本来の標高600mを加算すると地表から800mの深さとなる。地表から約20m間隔で蜘蛛の巣のように張り巡らされた水平坑道は40数層にもなり、それを無数の大小立坑、斜坑が繋いでいた。
しかし太平洋戦争も末期に近付くと鉱山の業績も降り坂になり、1943年（昭和18年）に金の生産が中止、翌1944年には銅の生産も中止となり、やがて終戦を迎えると鉱山は一時閉山となった。

### 中華民国統治時代
第二次世界大戦後、中華民国政府は金瓜石を没収し、金銅鉱務局設立準備処を設立、10年後の1955年には金瓜石鉱山を再度組織し直し台湾金属鉱業股份有限公司が設立された。
戦後の採掘処理技術や作業方式はすべて日本鉱業の残したモデルに従い、留用された技師達の指導で順調に進んだが、当時台湾には金属の製錬所がまだ無かった。その為、新しく金瓜石に金銀製錬工場を、また水南洞に沈澱銅を製錬するための溶鉱炉、反射炉と電錬工場を建設した。
金瓜石は一時的に活気を取り戻したが鉱脈は次第に尽き、多角経営に乗り出したものの、1985年に廃業を決めた。およそ90年間に亘って掘られた坑道の総延長は600km以上に及ぶ。
確実な資料は残っていないが、金瓜石鉱山90年の総生産量は粗礦量約2,500万t、純金120t、純銀250t、銅25万tに上るものと推定される。

## 沿革
清朝統治時代
- 1890年 - 鉄道橋工事中に基隆川で砂金が発見される。
- 1892年 - 清朝が基隆金釐砂局を設置、砂金収集に訪れる人々に許可を与え税を徴収する。
- 1893年 - 隣の九份で金鉱脈が見つかりゴールドラッシュが始まる。
- 1894年 - 続いて金瓜石でも金鉱を発見。

日本統治時代
- 1895年 - 下関条約により、台湾が日本の統治下に編入される。
- 1896年 - 金瓜石鉱山が東京の田中長兵衛の所有となり、田中組が組織され採掘に当たる。
- 1898年 - 黄金神社が建立される。
- 1905年 - 金銀、豊富な硫砒銅鉱を含む第一長仁鉱床が発見され、次第に銅の採掘が増える。
- 1913年 - 金瓜石と並ぶ台湾三金山の1つ、牡丹坑鉱山を田中家が買取り。以後金瓜石鉱山と一体の運営となる。
- 1917年 - 田中組の組織が株式会社化され田中鉱山株式会社の金瓜石鉱業所となる。
- 1922年 - 翌年の皇太子（後の昭和天皇）行幸を控えて太子賓館が建てられる。
- 1925年 - 11月、経営権が後宮信太郎の金瓜石鉱山株式会社に継承される。
- 1933年 - 日本鉱業株式会社が経営権を買収。

中華民国統治時代
- 1945年 - ポツダム宣言により、台湾が中華民国の統治下に編入。中華民国政府は金瓜石を没収、金銅鉱務局設立準備処が設立される。
- 1955年 - 金瓜石鉱山が再編成され台湾金属鉱業股份有限公司（台金）が設立される。
- 1973年 - 台金公司が多角化経営に乗り出し禮樂錬銅工場を設立。
- 1985年 - 台金公司が廃業を決定。
- 1987年 - 金瓜石鉱山閉山。

現代
- 2004年 - 金瓜石鉱山の記念館、金瓜石黄金博物園区がオープン。

## 生活

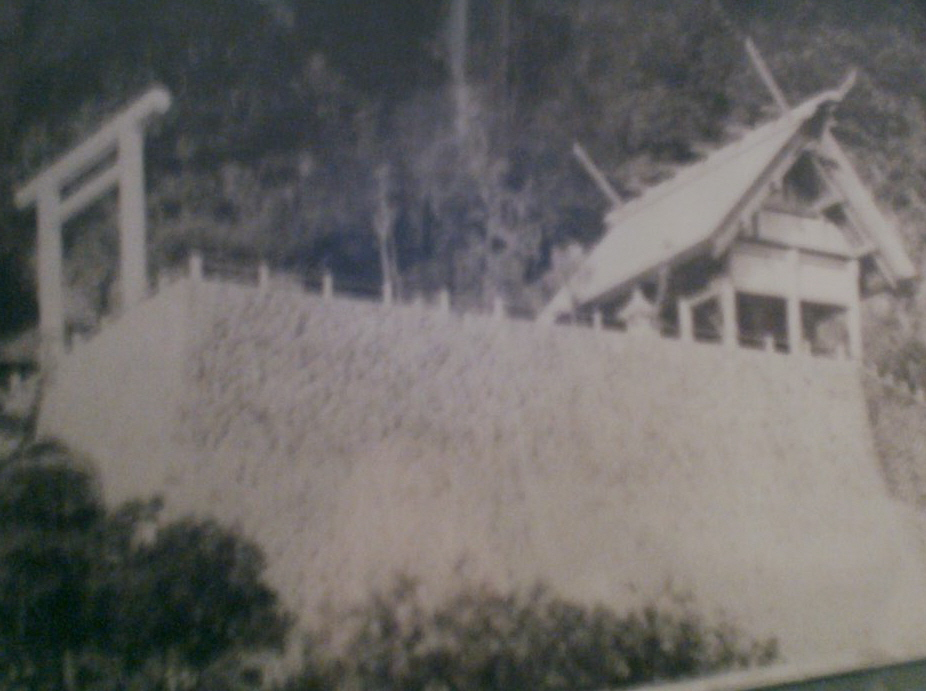
日本統治時代の黄金神社

1930年代初頭、金瓜石鉱山株式会社の頃には宿舎の水道も電気代も全て無料であった。金瓜石尋常高等小学校も会社が敷地と校舎を用意し従業員子弟が通った（1931年度136名）。怪我をすれば金瓜石鉱山医院にて公傷は無料、それ以外も通常の半額で治療が受けられた。また従業員慰安のため時々各種演芸の無料公演があった他、大弓場、ビリヤード場、プール、テニスコート、ミニゴルフ場などの娯楽場も充実していた。
1930年代半ばの金瓜石は日本鉱業のドル箱と言われており、最盛期は人口約15,000人を数えた。映画館だけでも3つもあり、学校、郵便局、病院、旅館、日用品供給所、陸上競技場、武道館、相撲場、弓道場、寺院、火葬場から共同墓地までありとあらゆる設備が整っていた。社宅では当時高価だった電熱を燃料として用いたという。
この地で信仰を集めたのが田中長兵衛の田中組が採掘を始めた2年後、1898年（明治31年）に建立された黄金神社（通称・山神社）である。1933年（昭和8年）に鉱山を買収した日本鉱業は1936-1937年にかけて本殿他を再建した。この頃の祭は毎年7月15日のお盆の日。会社は15、16の2日間を公休とし、その前日、坑夫は出坑のときにクジ引きで増産賞として金一封をもらう。豚肉1斤の値段が僅か25錢だった当時、賞与の金額は最低でも2円で、最高の特別賞与は当時としては破格の500円であった。
祭りの日は山神社の参道を幟や旗が埋めつくし、石燈籠、紙燈籠に灯がともされ、美しく着飾った氏子たちが参詣に急ぐ。昼間は金、銀、銅をもじって黄･白･紅に彩られた御輿を小学生たちが担いで部落を練り廻り、夜になるとホテルの前庭にあるテニスコートで盆踊りがあった。盆踊りは夜中まで続き、花火が休みなく夜空に打ち上げられたと言う。

## 世界遺産登録へ向けた動き
金瓜石鉱山には、開設当時の精錬施設、地下坑道、鉱山事務所、日本人宿舎など建造物がそのままの形で残っており、重要な近代化遺産である。
現在、台湾政府では、金瓜石鉱山とそれに関連する集落を、世界遺産に登録する取り組みが進められている。2003年、行政院文化建設委員会文化資産管理処準備室において、「水金九礦業遺址」（Shuei-Jin-j-Jiou Mining Sites）として世界遺産へ推薦することを了承し、台湾の世界遺産候補のうちの1つに加えられた。

## 金瓜石黄金博物園区

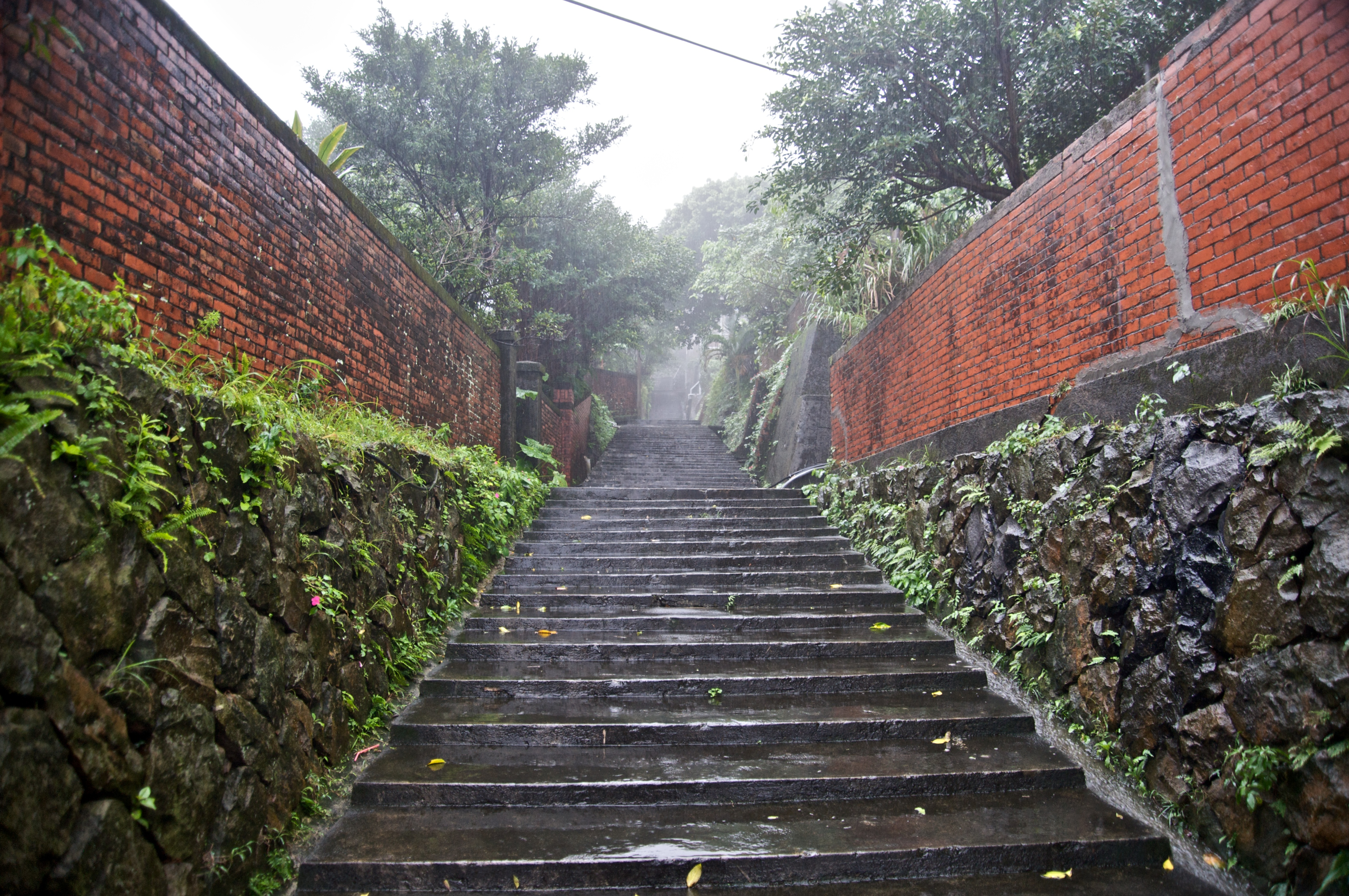
金瓜石黄金博物園区

金瓜石の街は、鉱山施設や黄金博物館などの施設と日本統治時代の建物からなる金瓜石黄金博物園区として整備された。採掘の様子が再現された坑道や運搬に使われた線路、日本人宿舎や鉱夫食堂などのほか、当時皇太子だった昭和天皇が訪問する際に建てられた、日本建築の「太子賓館」も残されている。
- 黄金博物館（中国語版）

黄金博物館は、鉱山事務所を改築した金の博物館である。金瓜石の鉱業や文化を伝えていて、砂金採りも体験できる。博物館には世界最大級（220.3キロ）の金塊が展示されていて、これはギネスブックに登録されている。建物脇の本山五抗では、坑道見学ができ、坑道の中に入ることができる。
- 太子賓館（中国語版）

日本統治時代に当時の皇太子（昭和天皇）が金瓜石の鉱山産業を視察する際に、迎賓館として建設された純和風の建物。
- 日本人宿舎
- 黄金神社
- 勧済堂（中国語版）
- 黄金瀑布（中国語版）
- 茶壷山（中国語版）
- 陰陽海（中国語版）

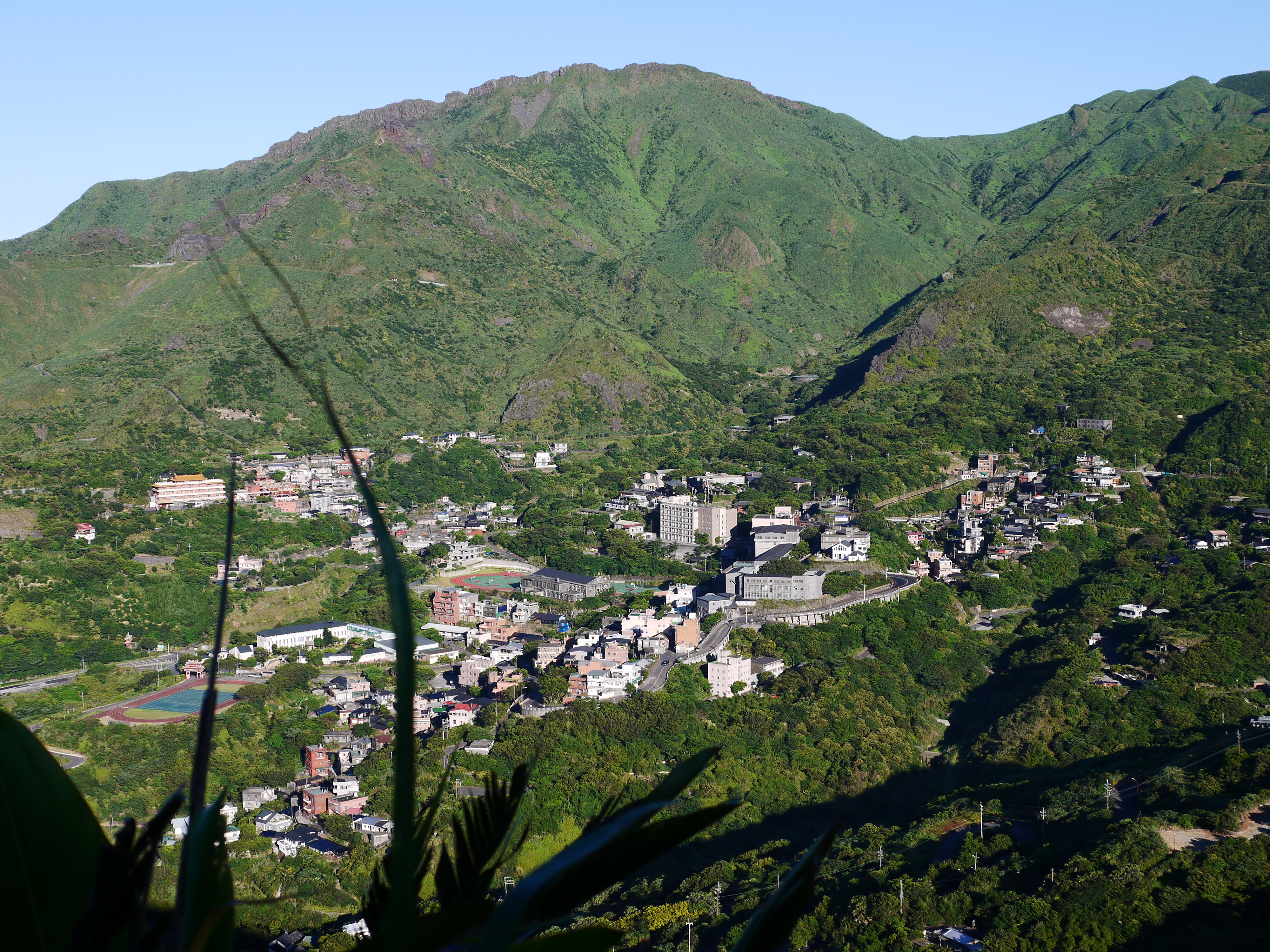
金瓜石鉱山
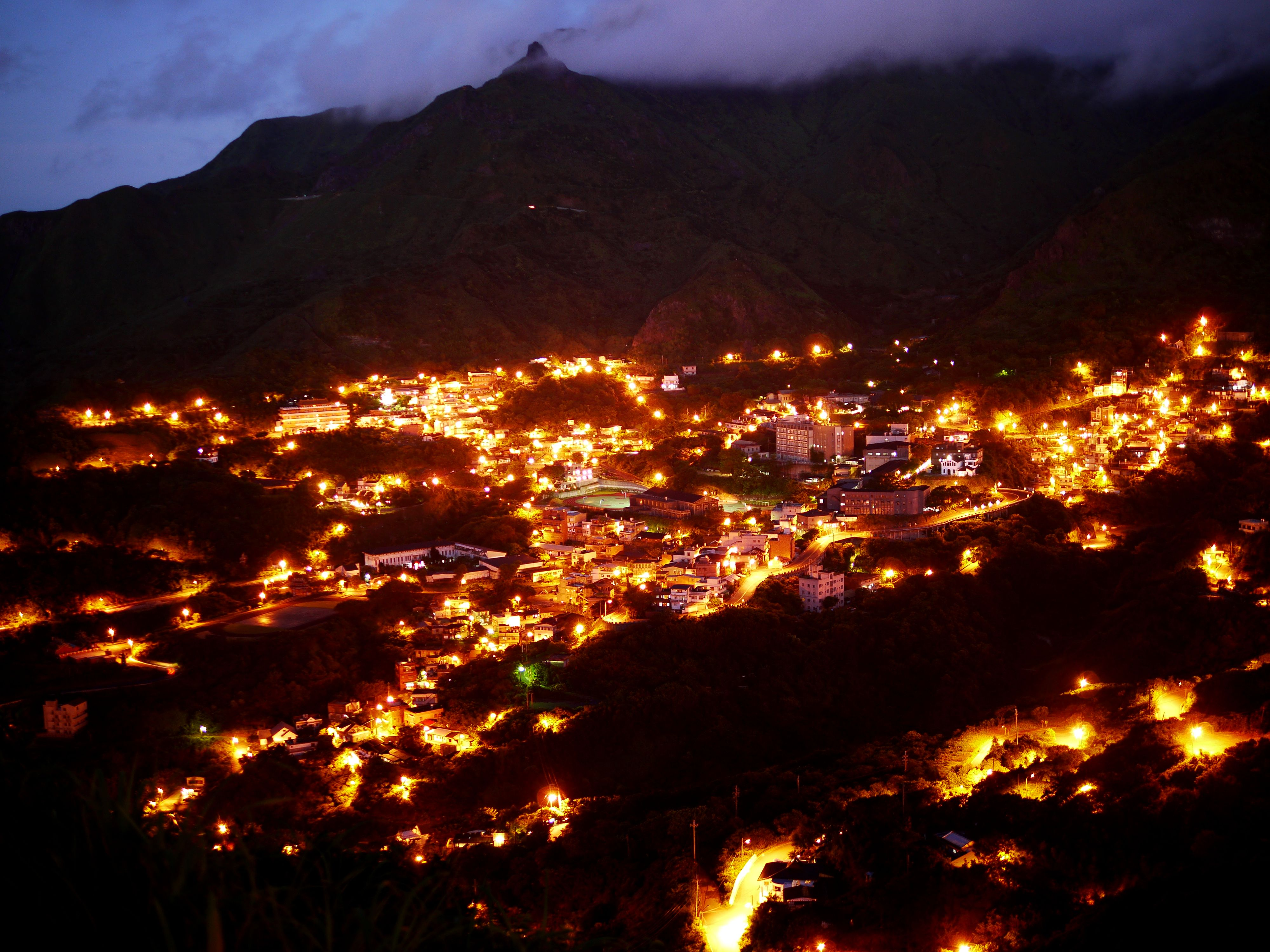
金瓜石鉱山の夜景
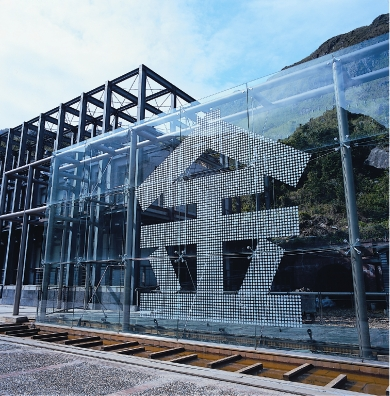
黄金博物館
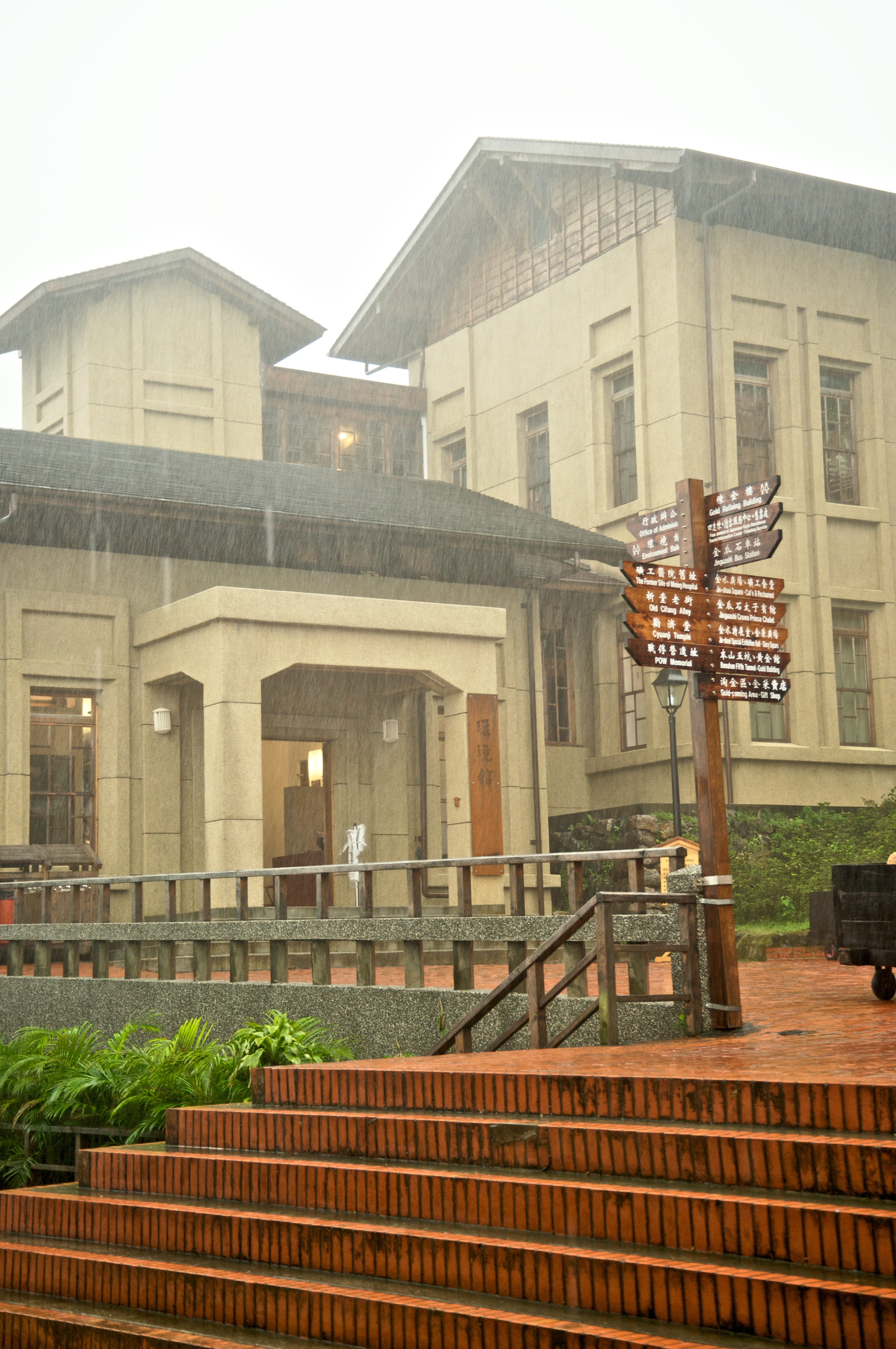
環境館
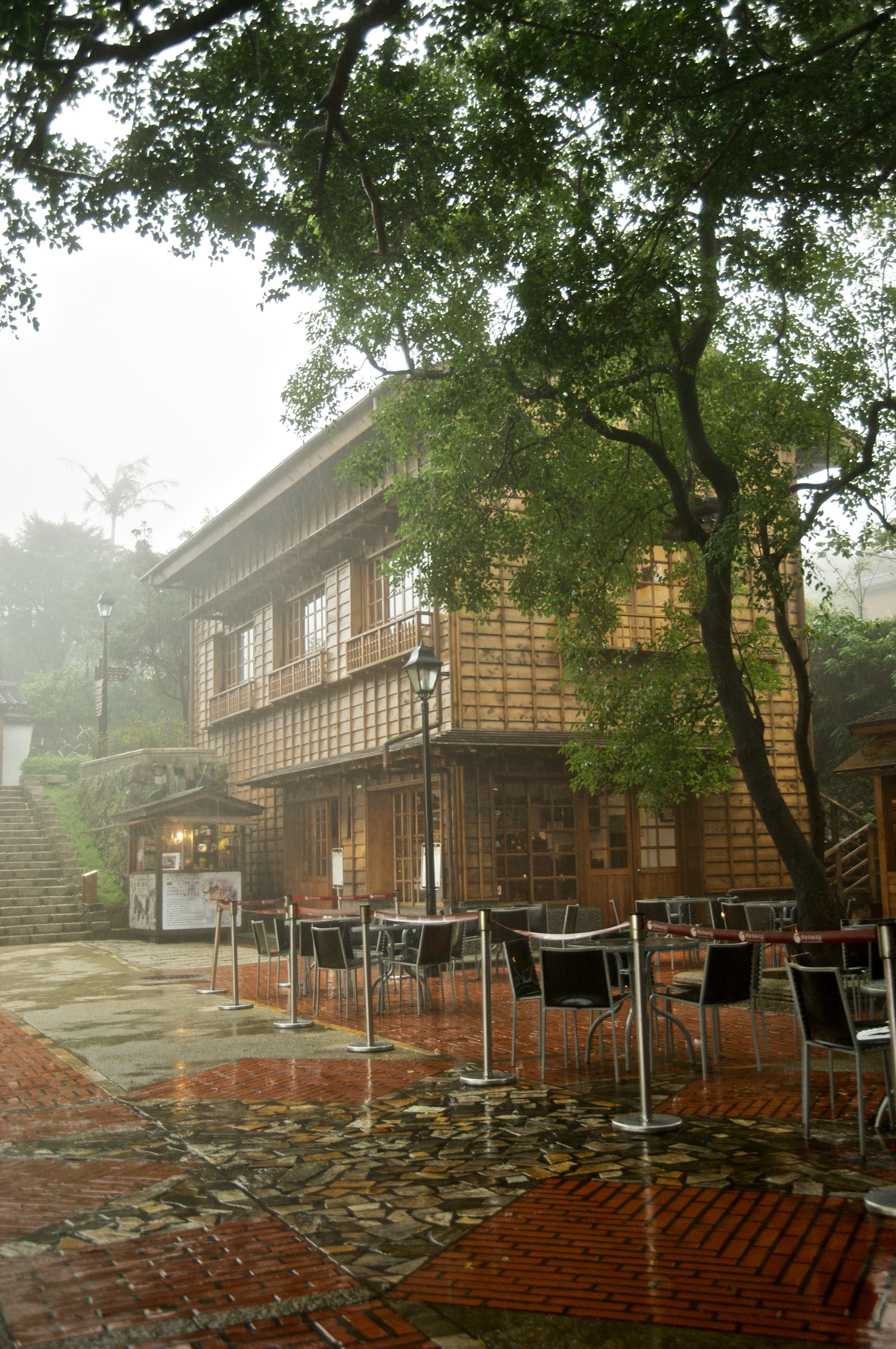
坑夫食堂
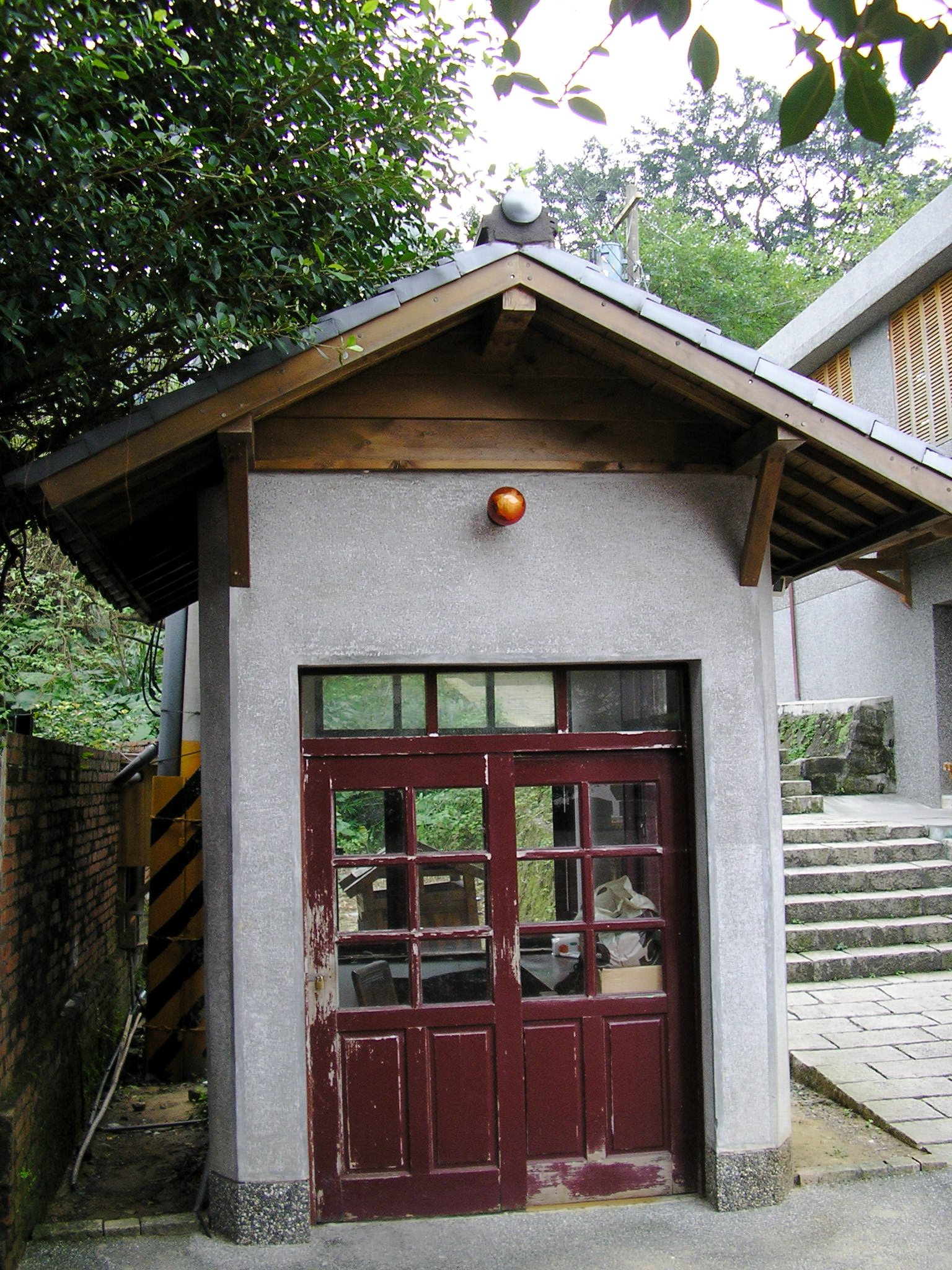
交番
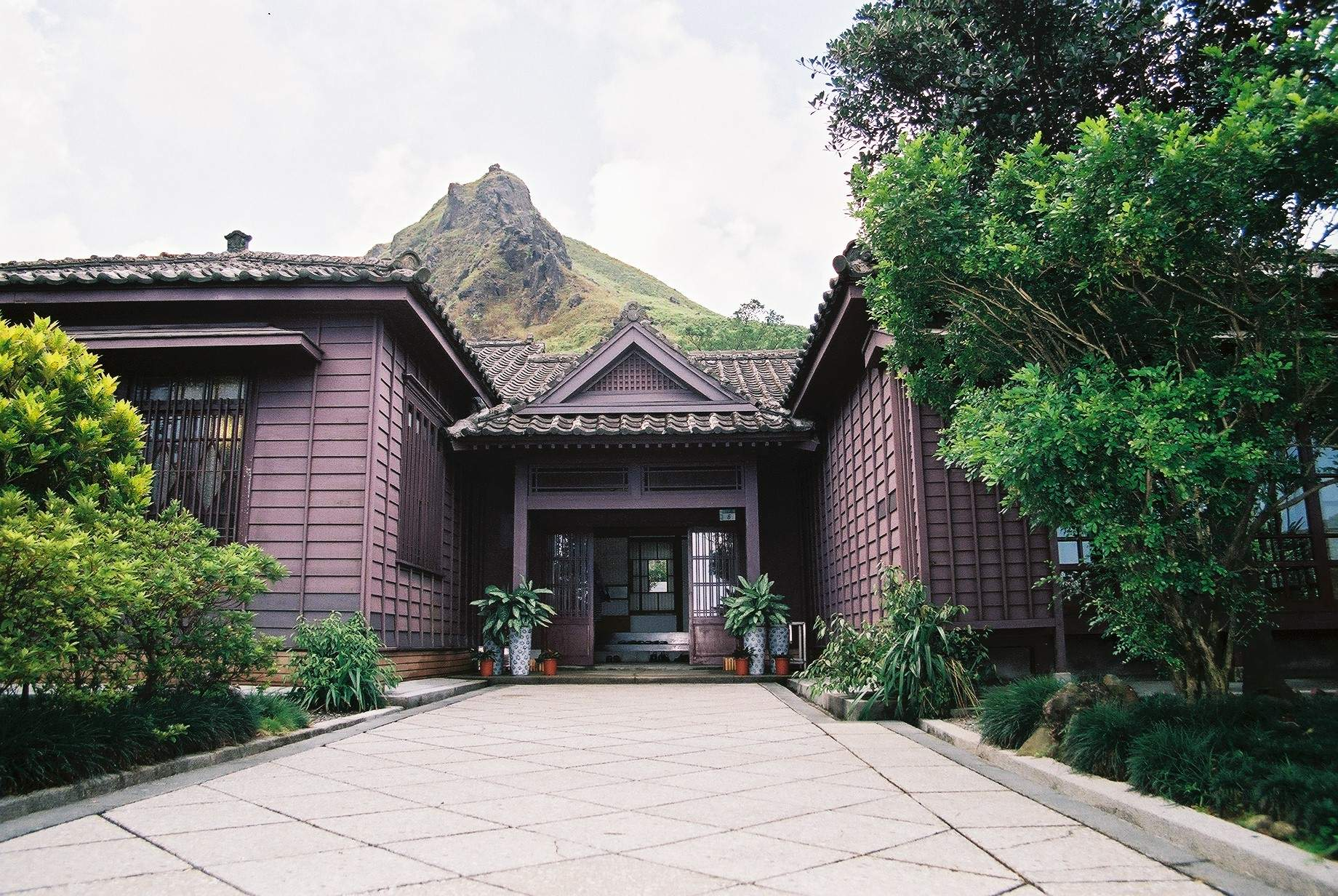
太子賓館
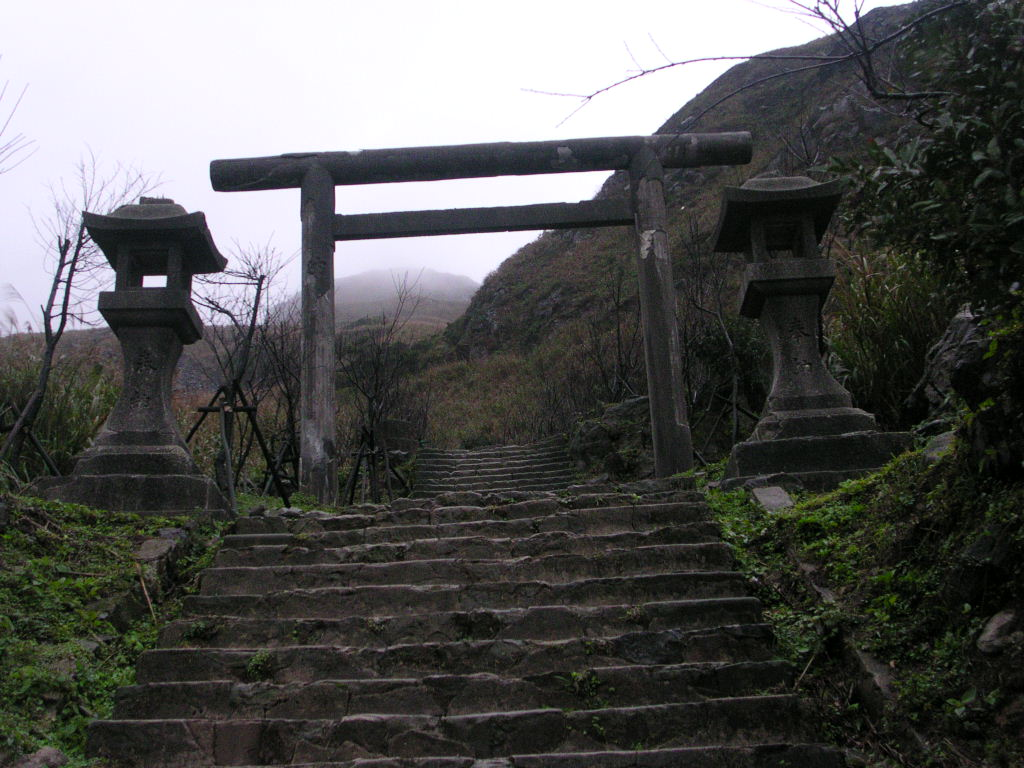
黄金神社鳥居
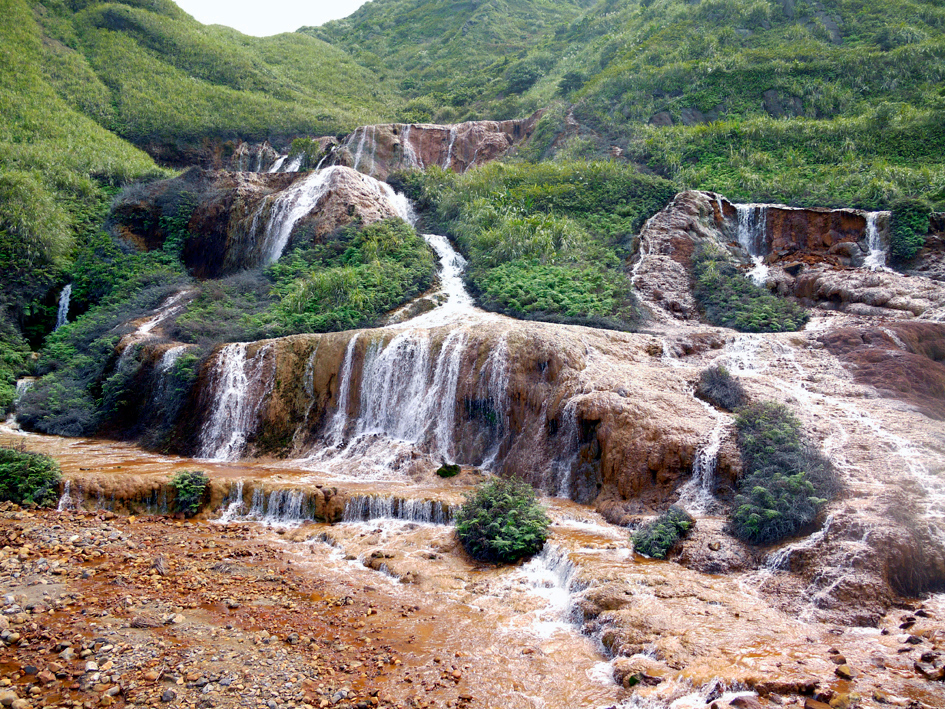
黄金瀑布
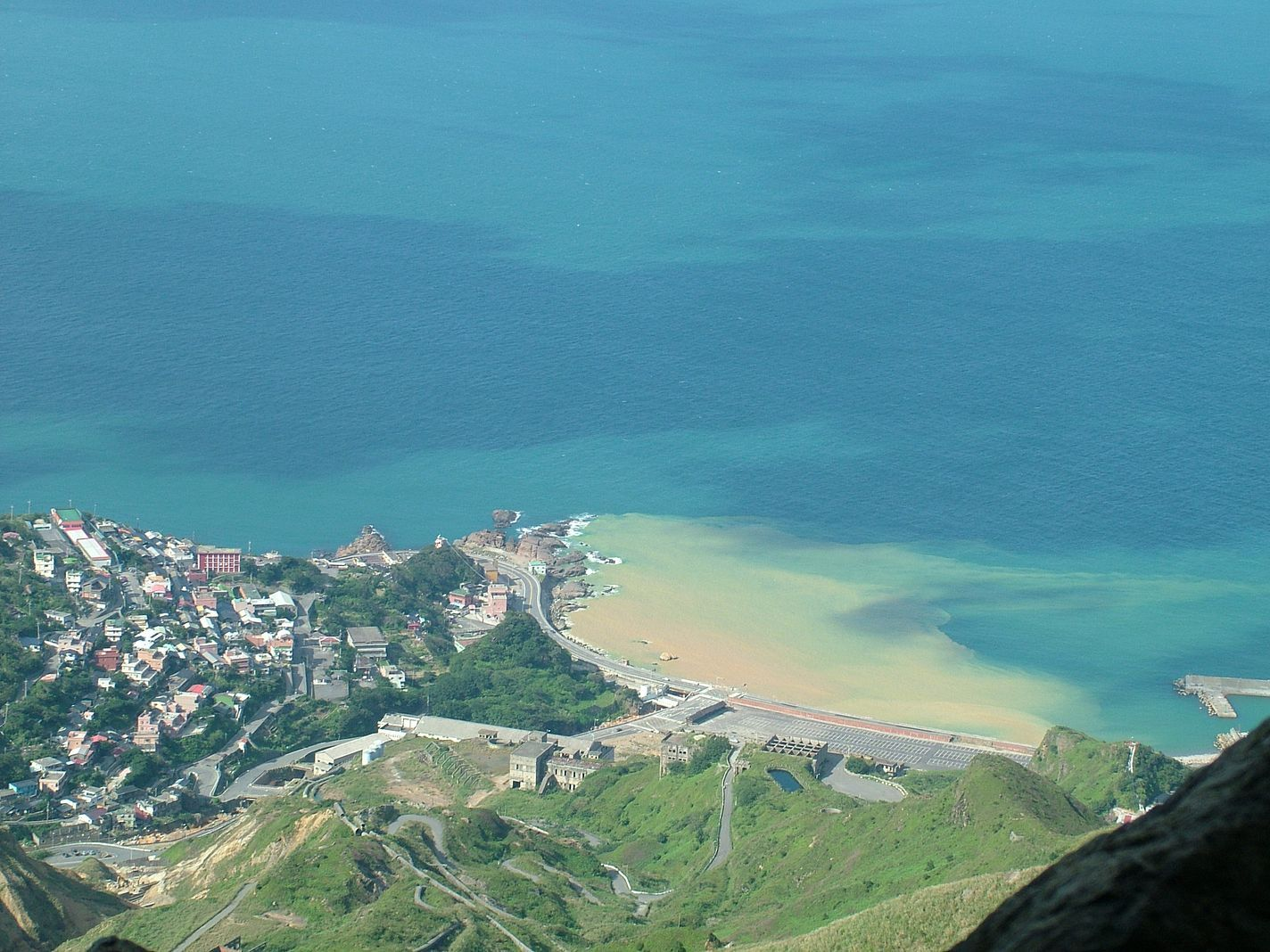
陰陽海
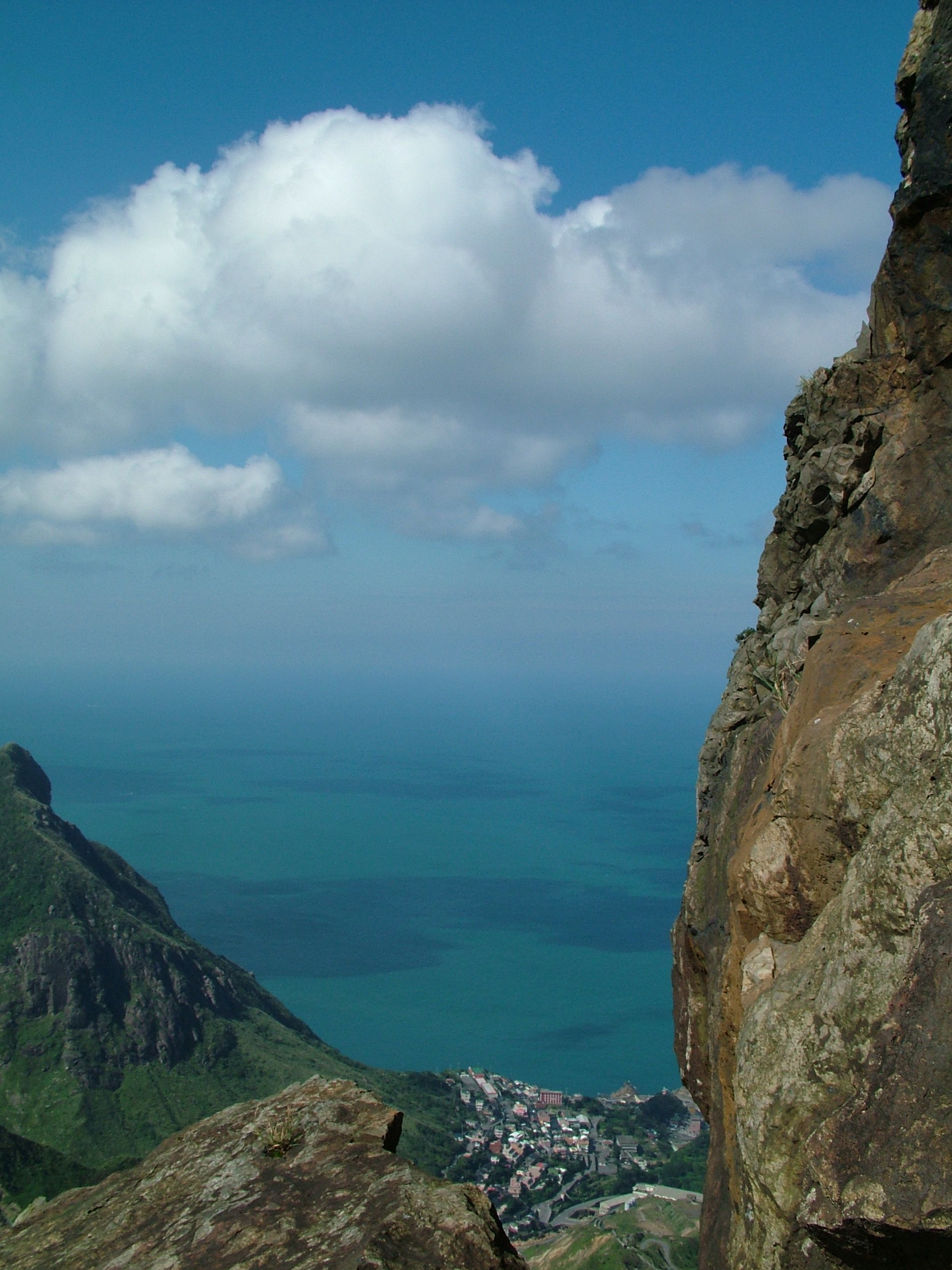
金瓜石茶壷山から
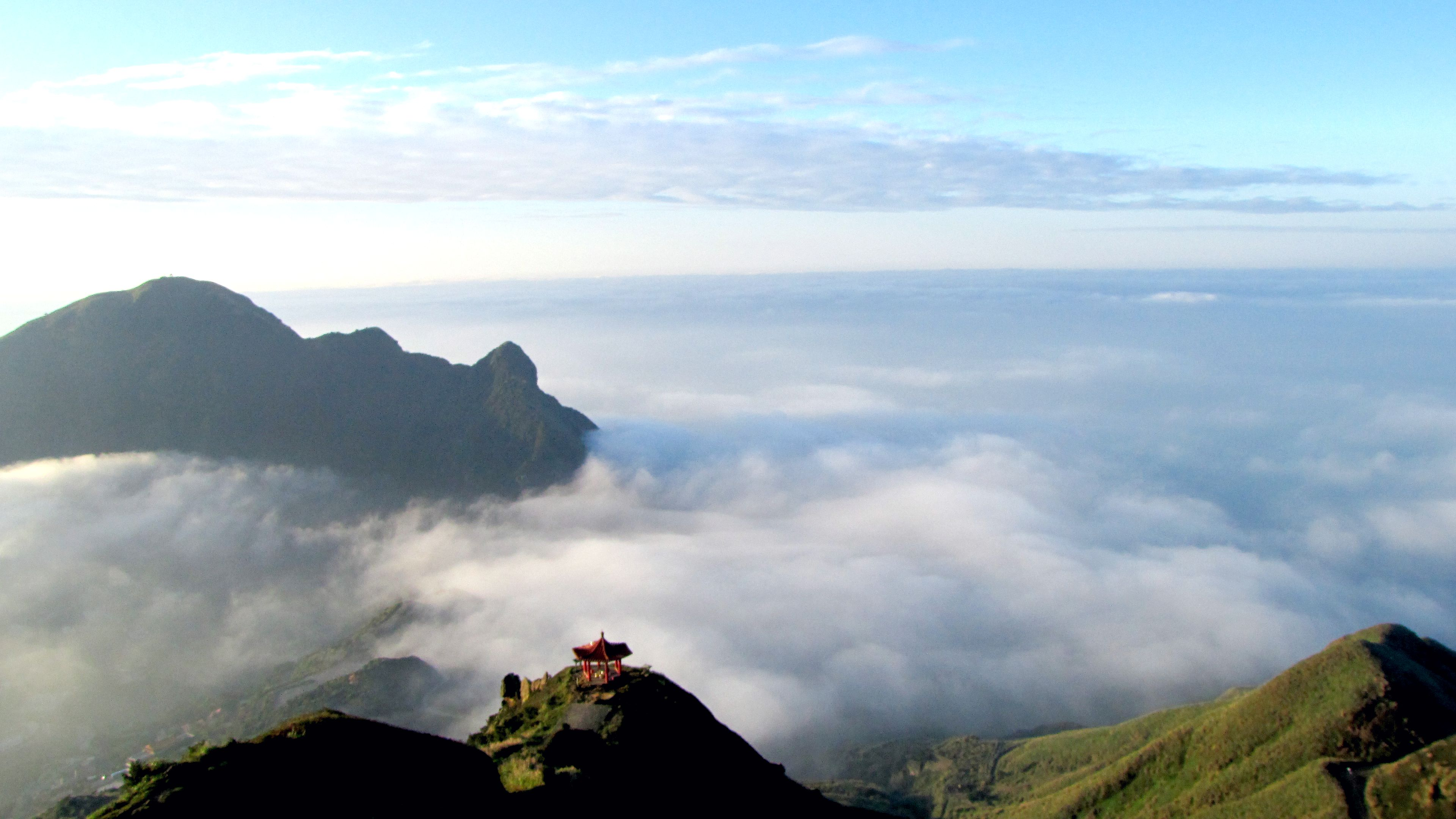
雲海（金瓜石茶壷山から）
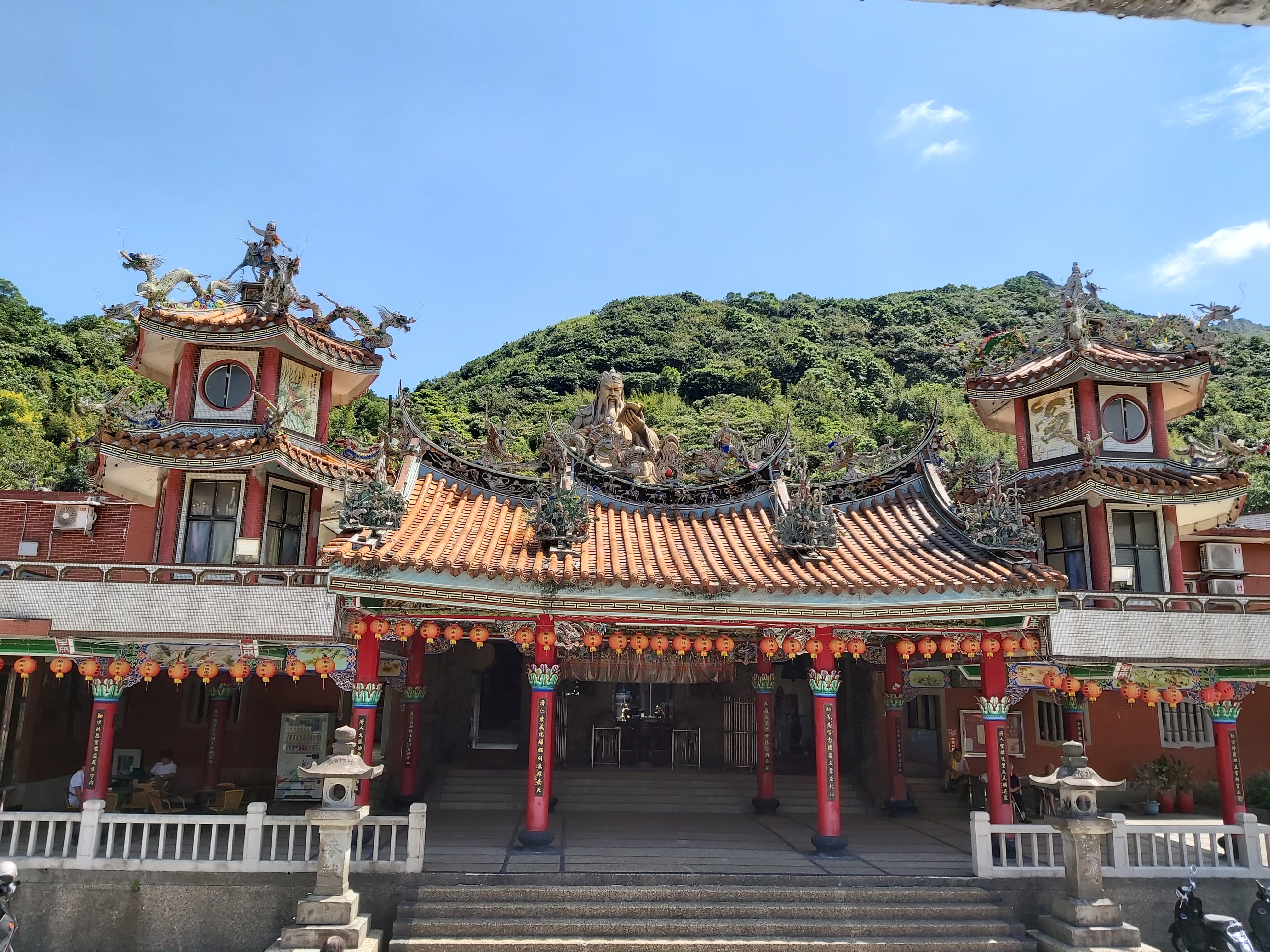
金瓜石勧済堂本殿
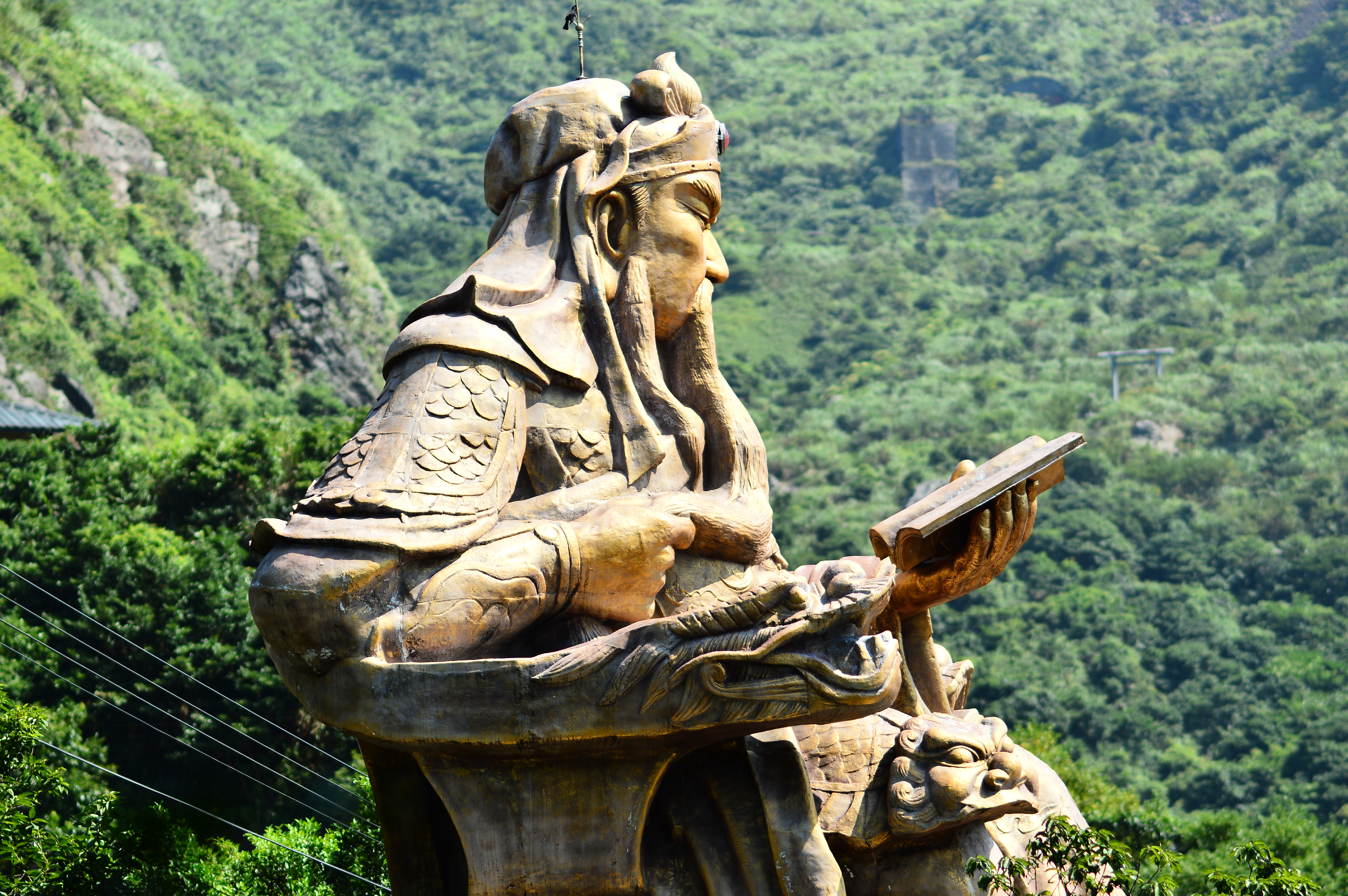
金瓜石勧済堂の関羽像
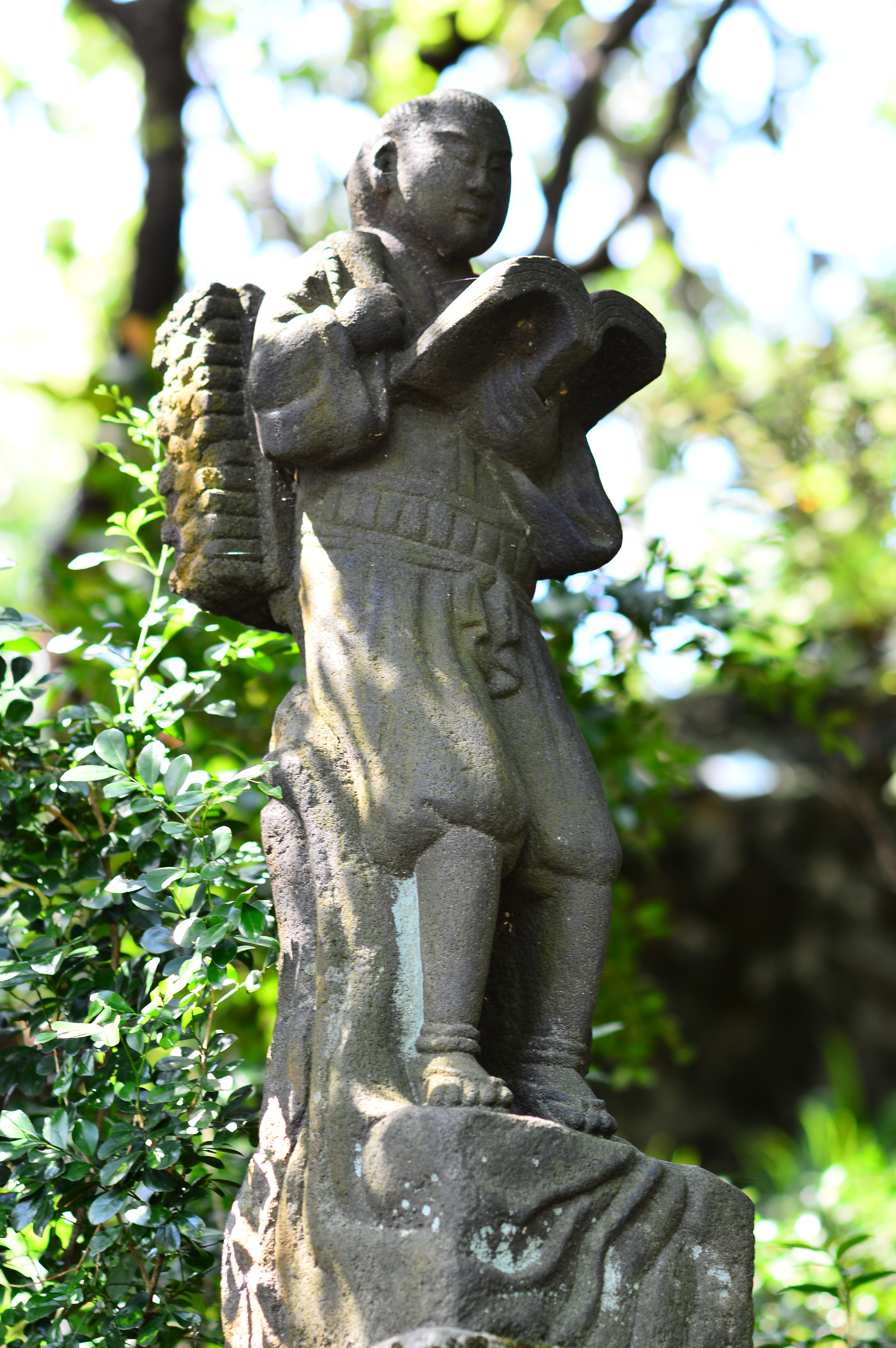
金瓜石勧済堂の二宮尊徳銅像
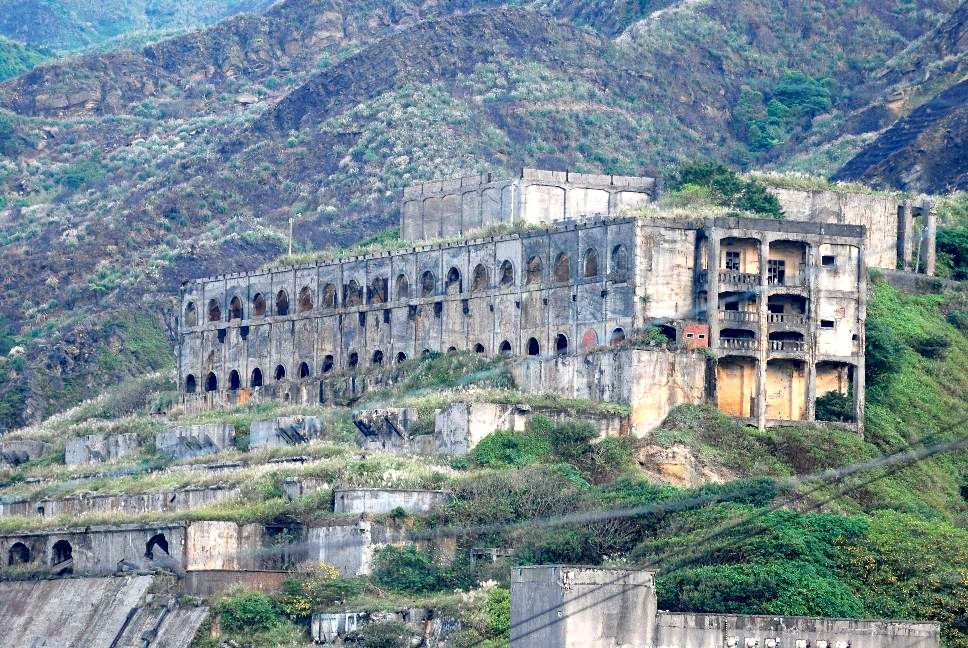
金瓜石鉱山・銅精錬工場の遺跡
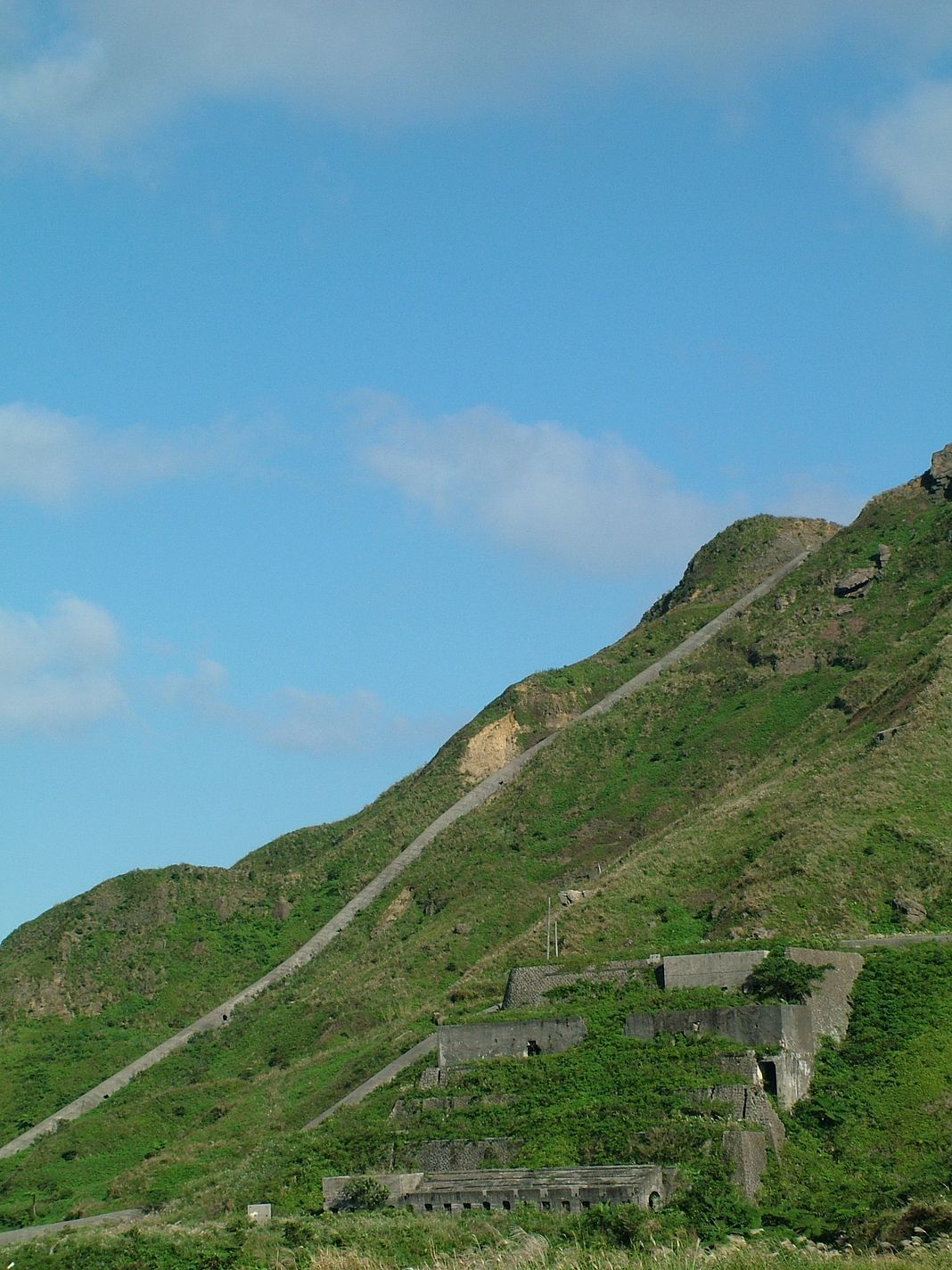
金瓜石鉱山・銅精錬工場の煙道
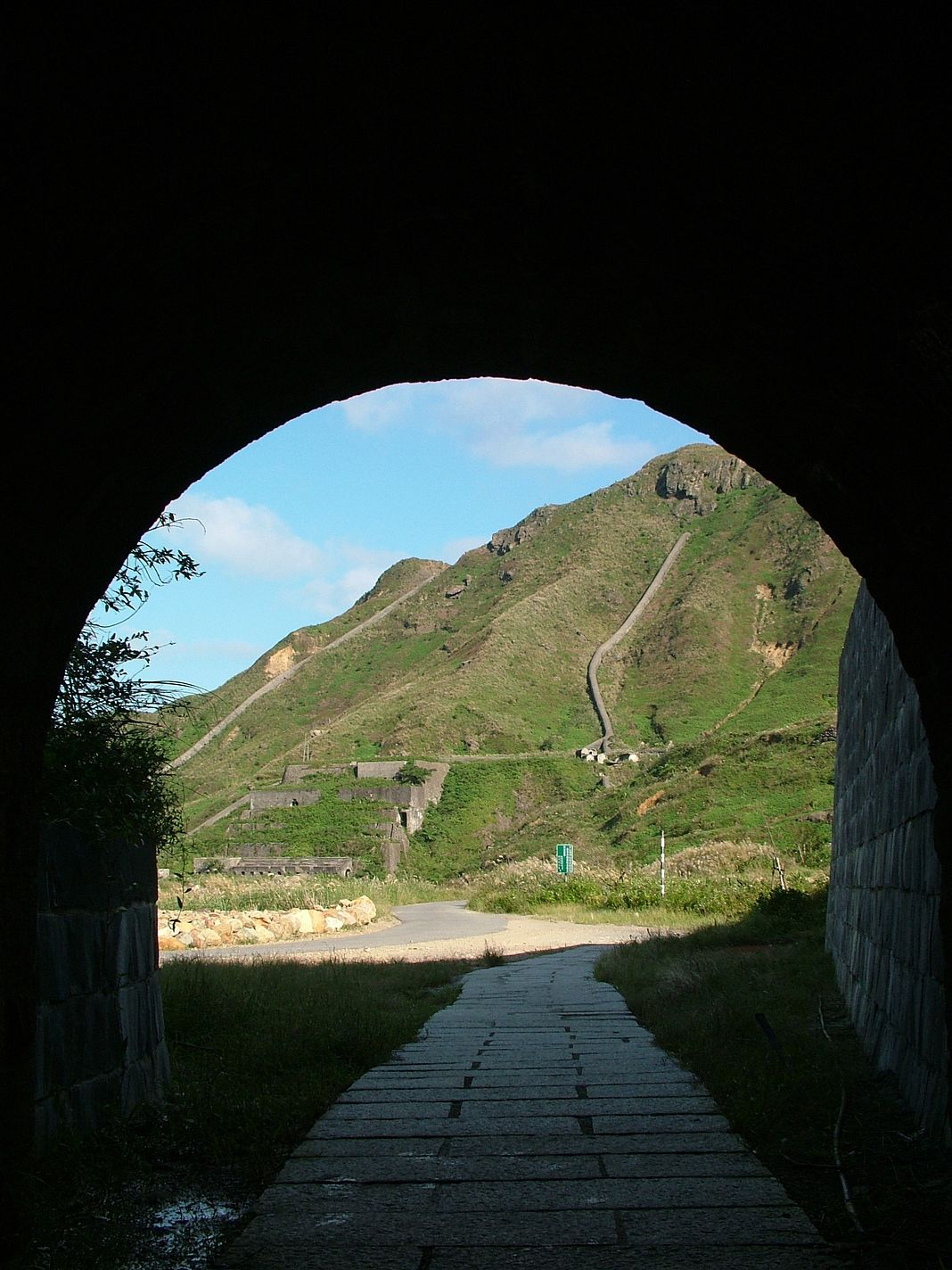
金瓜石鉱山・銅精錬工場の煙道